# Banca Cívica
Banca Cívica va ser un grup financer que aglutinava quatre caixes d'estalvis espanyoles fusionades mitjançant el Sistema Institucional de Protecció (SIP): Caja de Burgos, CajaCanarias, Caja Navarra i Cajasol. El 3 d'agost de 2012 va deixar de cotitzar a borsa i fou absorbida per CaixaBank.
Inicialment s'havien d'unir les caixes de Burgos, Canàries i Navarra amb Sa Nostra, però finalment la caixa de les illes Balears no va participar en el SIP. Així la fusió freda es va realitzar al juny de 2010 entre tres caixes i al desembre la caixa andalusa Cajasol es va incorporar al grup.
Banca Cívica es va constituir amb seu a Madrid, però arran de la integració de Cajasol es va preveure crear una seu social i institucional a Sevilla i mantenir a Madrid la seu operativa. El banc va sortir a borsa.
El 26 de març de 2012 els consells de «La Caixa» i de CaixaBank aprovaren la compra de Banca Cívica per 977 milions, operació amb la qual CaixaBank passà a ser la principal entitat financera d'Espanya. L'absorció de Banca Cívica i la desaparició d'aquesta marca no tindrà en principi com a conseqüència la desaparició de les marques Caja de Burgos, CajaCanarias, Caja Navarra (CAN) i Cajasol.
La Junta General Extraordinària d'Accionistes de Banca Cívica va aprovar, el 26 de juny de 2012, la integració de l'entitat a CaixaBank. L'operació conforma l'entitat líder en el mercat espanyol, amb més de 13 milions de clients i uns actius de 342.000 milions d'euros. La integració no ha necessitat ajudes públiques ni ha tingut cost per la resta del sector financer.